# Sukotaj
Sukotaj (tajlandski: สุโขทัย, "Zora sreće") je povijesni grad koji je od 1238. do konca 14. stoljeća (nekih 140 godina) bio prijestolnicom prvog tajlandskog kraljevstva, Kraljevstva Sukotaj, u današnjem sjevernom Tajlandu. U njemu se nalaze brojni spomenici koji svjedoče o nastanku tajlandske arhitekture u kojoj su se mješali brojni utjecaji s lokalnom tradicijom, poznat kao "sukotajski stil". Zbog toga je Sukotaj, zajedno s pripadajućim lokalitetima Kamfaeng Feta i Si Satčanalaja, upisan na UNESCO-ov popis mjesta svjetske baštine u Aziji i Oceaniji 1991. god.
Moderni grad Novi Sukotaj se nalazi 12 km od ruševina Starog grada i glavni je grad istoimene tajlandske provincije. Nalazi se 427 km sjeverno od Bangkoka, pokriva područje od 6,596 km² i ima oko 37.000 stanovnika.

## Povijest
Sukotaj je bio glavni grad prvog tajlandskog kraljevstva u dolini rijeke Čao Fraja, iz kojega se vladalo područjem cijelim poluotokom zapadno od Bengalskog zaljeva., nakon što se, God. 1378., To kraljevstvo je postalo vazal Kraljevstva Ajutaja.
Krajem 13. stoljeća Mongoli su napali susjedne zemalje, Vijetnam i Kmersko carstvo, i opljačkali prekrasnu burmansku prijestolnicu Bagan (1287.). Sukotaj je iskoristio situaciju i oslobodio se tutorstva Kmera, osnovavši istoimeno kraljevstvo. Sukotajsko kraljevstvo je uspjelo sačuvati svoju nezavisnost od 1250. do 15. stoljeća, a vrhunac je doživjelo za kralja Ramkhamhaenga, poznat i kao "Utvrda Rama" (v. 1275. – 1317.), koji je bio cijenjen zbog svoje pravednosti i mudrosti. Tada je nastala i stela s najstarijim natpisom na tajlandskom pismu, koja je danas u muzeju u Bangkoku.
Sukotaj je danas ogromna ruševina, drvena kraljevska palača je nestala, no grad još uvijek ima mnogo ostataka hramova, građenih od opeke i kamena laterita. Većina objekata koji su otkriveni i djelomično utvrđeni, nalaze se unutar zida pojačanog jarkom. No, tu su i mnoge druge građevine razasute po okolnim rižinim poljima koje čekaju da budu iskopane. Velik dio pronađenih predmeta u Sukotaju je danas u Nacionalnom muzeju u Bangkoku.

## Odlike
Gradske zidine su u obliku pravokutnika površine 70 km², oko 2 km istok-zapad od 1,6 km sjever-jug, unutar kojih su pronađeni ostaci 193 ruševina. Na sredini svakog zida nalaze se vrata koja vode do ostataka kraljevske palače i dvadeset šest hramova od kojih je najveći Vat Mahathat. Park od 1962. godine održava Odsjek za likovne umjetnosti Tajlanda uz pomoć UNESCO-a od 1991. godine, koji ga je proglasio za svjetsku kulturnu baštinu. Park posjete tisuće posjetitelja svake godine, koji se dive drevnim figurama Bude, zgradama palača i srušenim hramovima.
Od spomenika Sukotaja najznamenitiji su:
- Vat Mahathat (วัดมหาธาตุ, "Hram velike relikvije") je budistički hram (vat) izgrađen za kralja Sri Indraditja (1238. – 70.). Glavna zgrada je poravnana u pravcu istok-zapad, dok na istočnoj strani ima malenu viharu (budistički samostan) stariju od samog hrama, a na zapadu veliku skulpturu sjedećeg Bude do koje vodi aleja uokvirena stupovima koja čini molitvenu dvoranu (bot), danas bez negdašnjeg drvenog krova. U središnjoj zgradi s chedijem (stupa) nalazi se sveta relikvija, a do nje vodi terasa kvadratičnog tlocrta s reljefima od opeke koji prikazuju vjernike kako obožavaju Budu. Ona je okružena s četiri tornja (prang) na svakoj strani platforme.
- Vat Sri Savai (วัดศรีสวาย) je izgrađen koncem 12. i početkom 13. stoljeća i obnovljen u 15. stoljeću. Hram ima visoki središnji prang (toranj) okružen s manja dva i dvostrukim zidinama s jarkom. Donji dijelovi su izgrađeni pod jasnim utjecajem kmerske arhitekture (npr. Angkor Wat), dok su gornji izgrađeni od opeke i štuka u tradicionalnom tajlandskom stilu.

U središnjem tornju se nalazi hinduistička skulptura Šive (tajl.: Sajomfu), te je najvjerojatnije bio brahmanistički hram koji je kasnije prilagođen budizmu. Ispod svakog pranga nalazi se svetište (linga) od kojega vode stube dolje do kripte.
- Vat Sa Si (วัดสระศรี) ima chedi tajlandskog stila, dok mu je bot s druge strane kanala.
- Vat Si Čum (วัดศรีชุม สุโขทัย) iz 14. st. ima 32 m visoku skulpturu sjedećeg Bude, a na zidovima 50 urezanih uleknutih reljefa s motivima jakatake (priča o životu Bude).

- Vat Mahathat
- Vat Sri Savai
- Vat Sa Si
- Buda u Vat Si Čumu
- Skulptura Ram Kamhaenga Velikog u parku

## Vanjske poveznice
- Službene stramice svjetske baštine Sukotaja  Arhivirana inačica izvorne stranice od 28. srpnja 2011. (Wayback Machine) (engl.)
- Video svjetske baštine Sukotaja (engl.)
- Panografije Sukotaja na Patrimonium-mundi.com  Arhivirana inačica izvorne stranice od 1. svibnja 2008. (Wayback Machine)